# Caribbean Fantasy
Caribbean Fantasy es un documental realizado en Santo Domingo, República Dominicana en el año 2016, por la realizadora Johanné Gómez Terrero. Ha recibido varios premios internacionales como Mejor Documental Internacional en Roma Cinema Doc, Italia en el 2017, y Premio Coral a Mejor Mediometraje Documental, en el Festival Internacional del Nuevo Cine Latinoamericano de La Habana, en 2016.

## Sinopsis
Transcurre en las márgenes del río Ozama, considerado el más contaminado del país, en el cual el personaje de Ruddy se dedica a transportar personas de un lado a otro del río. Los habitantes que habitan en la zona pertenecen a un sector empobrecido de la sociedad dominicana. Es un audiovisual que aborda una temática social relacionado con la marginación social, la insalubridad, e inseguridad habitacional de sus residentes.

## Johanné Gómez Terrero
La directora del documental estudió en la Escuela Internacional de Cine y TV de San Antonio de los Baños en Cuba, tiene un máster en Distribución, Marketing y Ventas Cinematográficas de la Escuela de Cine y Audiovisual de Cataluña y una especialidad en Pensamiento Complejo y Ciencias de la Complejidad en el Instituto Global de Santo Domingo, República Dominicana.

## Elenco
- Dirección - Johanné Gómez Terrero
- Producción - Tony Then, Michelle Ricardo & Johanné Gómez Terrero
- Fotografía - Tito Rodríguez
- Sonido - Leo Dolgan
- Montaje - Raúl Barreras[4]